# Truly (gruppo musicale)
I Truly sono un gruppo grunge statunitense formatosi a Seattle nel 1989.

## Storia del gruppo
La band realizzò l'EP Hearts and Lungs nel 1991 e l'EP Leslie's Coughing Up Blood nel 1993.
Il trio registrò l'album di debutto Fast Stories... from Kid Coma tra il 1992 e il 1994 e firmò un contratto con la Capitol Records che distribuì l'album in tutto il mondo; in questo modo, il lavoro ottenne responsi positivi dalla stampa, arrivando addirittura ad essere inserito nelle varie liste di "album dell'anno".
Nel 1997 venne pubblicato Feeling You Up dalla Thick Records negli USA, mentre nel resto del mondo venne distribuito dall'etichetta Cargo/Headhunter.
Nel 2002, il gruppo pubblicò Twilight Curtains composto sia da materiale inedito che da varie demo nuovamente registrate. Dopo la pubblicazione dell'album, il gruppo si sciolse.
La band si riunì nel 2008 per una serie di concerti e la promessa di un nuovo disco da pubblicare in futuro.

## Formazione
- Robert Roth – voce, chitarra
- Hiro Yamamoto – basso
- Mark Pickerel – batteria

## Discografia

### Album in studio
- 1995 – Fast Stories... from Kid Coma
- 1997 – Feeling You Up
- 2000 – Twilight Curtains
- 2004 – Someone, Somewhere...
- 2008 – Klamaine telom

### EP
- 1991 – Heart and Lungs